# Sainte-Feyre
Pour les articles homonymes, voir Sainte-Feyre (homonymie).
Sainte-Feyre est une commune française située dans le centre du  département de la Creuse en région Nouvelle-Aquitaine. Elle est limitrophe de Guéret, chef-lieu et commune la plus peuplée du département.

## Géographie
Sainte-Feyre se situe dans le centre-ouest du département de la Creuse, située juste à l'est de Guéret dont elle est limitrophe. Le territoire communal est bordé au nord-est par la rivière Creuse et traversé par son affluent le Cherpont, également appelé ruisseau de la Pisciculture.
| Saint-Fiel | Glénic       | Ajain         |
| Guéret     | Sainte-Feyre | Saint-Laurent |
| Savennes   | Peyrabout    | La Saunière   |

La commune est traversée au nord par la route nationale 145 (liaison entre Guéret et Montluçon) alors en 2x2 voies et par la route départementale 942 qui traverse le centre du village et le relie à Guéret.

### Climat
Pour des articles plus généraux, voir Climat de la Nouvelle-Aquitaine et Climat de la Creuse.
En 2010, le climat de la commune est de type climat des marges montargnardes, selon une étude s'appuyant sur une série de données couvrant la période 1971-2000. En 2020, Météo-France publie une typologie des climats de la France métropolitaine dans laquelle la commune est exposée à un climat de montagne ou de marges de montagne et est dans la région climatique  Ouest et nord-ouest du Massif Central, caractérisée par une pluviométrie annuelle de 900 à 1 500 mm, maximale en automne et en hiver.
Pour la période 1971-2000, la température annuelle moyenne est de 10,2 °C, avec une amplitude thermique annuelle de 15,1 °C. Le cumul annuel moyen de précipitations est de 1 037 mm, avec 13 jours de précipitations en janvier et 8,2 jours en juillet. Pour la période 1991-2020, la température moyenne annuelle observée sur la station météorologique la plus proche, située sur la commune de Guéret à 5 km à vol d'oiseau, est de 11,3 °C et le cumul annuel moyen de précipitations est de 1 103,0 mm. Pour l'avenir, les paramètres climatiques de la commune estimés pour 2050 selon différents scénarios d'émission de gaz à effet de serre sont consultables sur un site dédié publié par Météo-France en novembre 2022.

## Urbanisme

### Typologie
Au 1er janvier 2024, Sainte-Feyre est catégorisée commune rurale à habitat dispersé, selon la nouvelle grille communale de densité à 7 niveaux définie par l'Insee en 2022.
Elle est située hors unité urbaine. Par ailleurs la commune fait partie de l'aire d'attraction de Guéret, dont elle est une commune de la couronne,. Cette aire, qui regroupe 72 communes, est catégorisée dans les aires de moins de 50 000 habitants,.

### Occupation des sols
L'occupation des sols de la commune, telle qu'elle ressort de la base de données européenne d’occupation biophysique des sols Corine Land Cover (CLC), est marquée par l'importance des territoires agricoles (63,4 % en 2018), en diminution par rapport à 1990 (64,5 %). La répartition détaillée en 2018 est la suivante : 
prairies (33,3 %), zones agricoles hétérogènes (28 %), forêts (27,4 %), zones urbanisées (9,2 %), terres arables (2,1 %). L'évolution de l’occupation des sols de la commune et de ses infrastructures peut être observée sur les différentes représentations cartographiques du territoire : la carte de Cassini (XVIIIe siècle), la carte d'état-major (1820-1866) et les cartes ou photos aériennes de l'IGN pour la période actuelle (1950 à aujourd'hui).

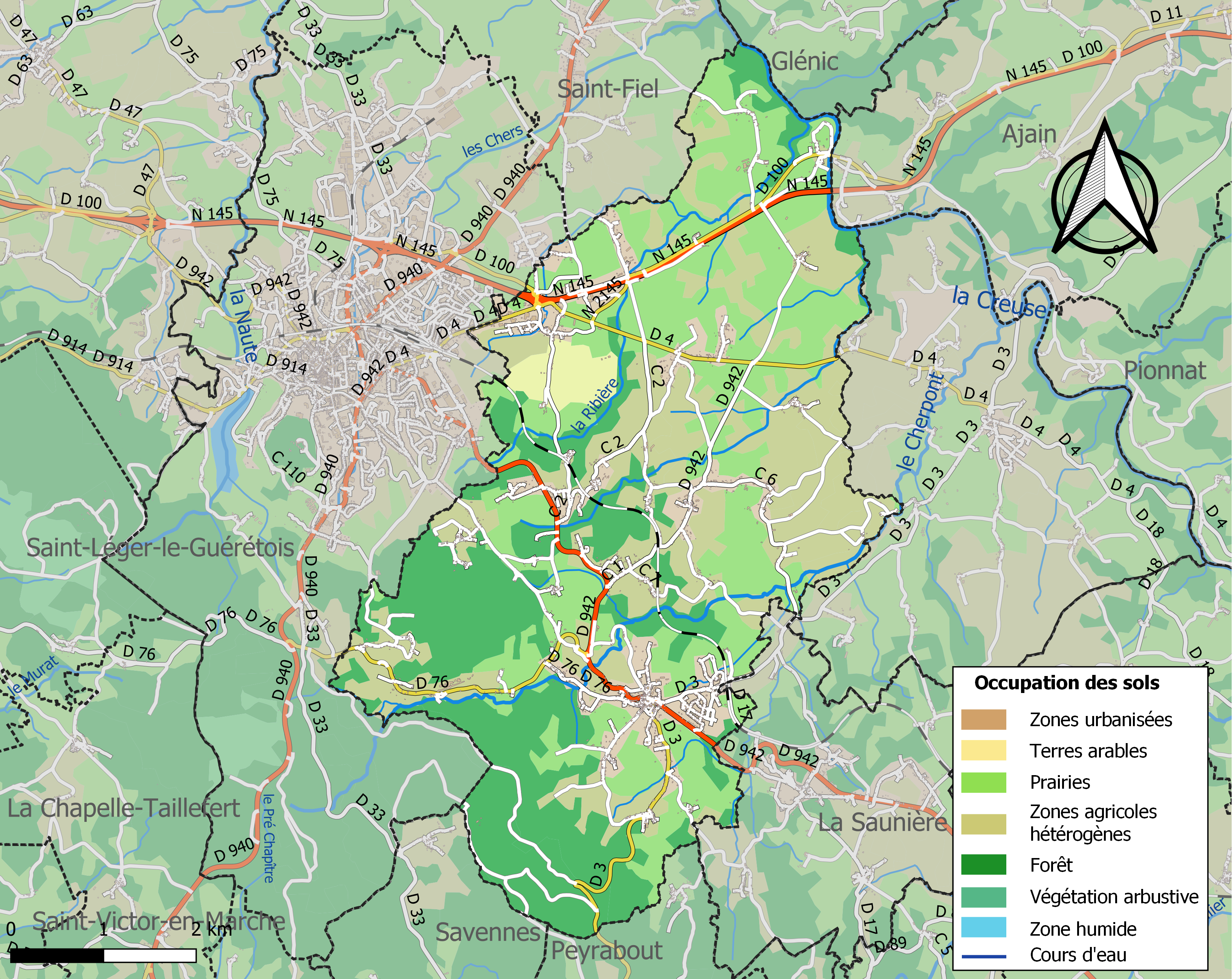
Carte des infrastructures et de l'occupation des sols de la commune en 2018 (CLC).

### Risques majeurs
Le territoire de la commune de Sainte-Feyre est vulnérable à différents aléas naturels : météorologiques (tempête, orage, neige, grand froid, canicule ou sécheresse), inondations et séisme (sismicité faible). Il est également exposé à un risque technologique, le transport de matières dangereuses, et à un risque particulier : le risque de radon. Un site publié par le BRGM permet d'évaluer simplement et rapidement les risques d'un bien localisé soit par son adresse soit par le numéro de sa parcelle.

#### Risques naturels
Certaines parties du territoire communal sont susceptibles d’être affectées par le risque d’inondation par débordement de cours d'eau, notamment la Creuse et le Cherpont. La commune a été reconnue en état de catastrophe naturelle au titre des dommages causés par les inondations et coulées de boue survenues en 1982 et 1999,.

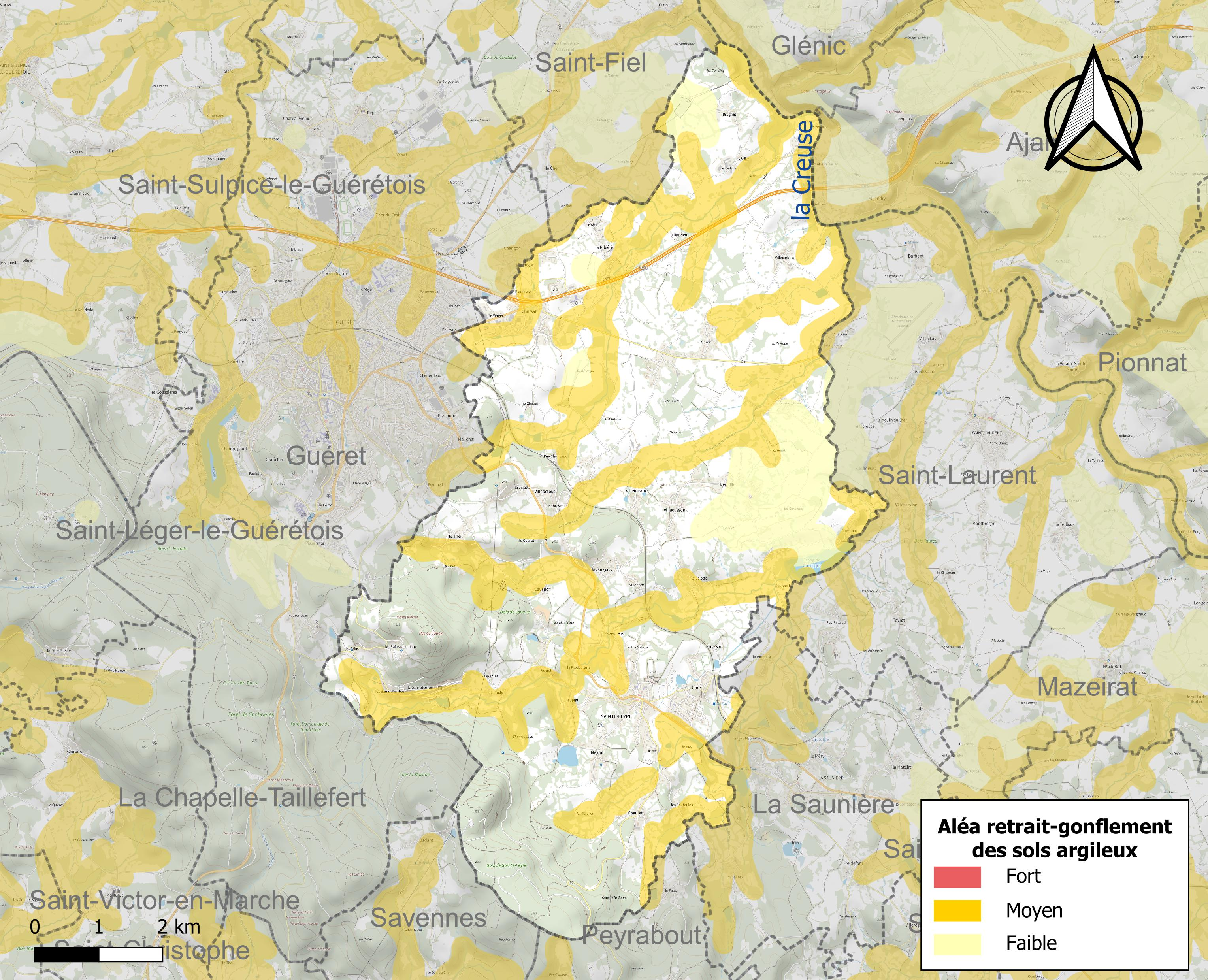
Carte des zones d'aléa retrait-gonflement des sols argileux de Sainte-Feyre.

Le retrait-gonflement des sols argileux est susceptible d'engendrer des dommages importants aux bâtiments en cas d’alternance de périodes de sécheresse et de pluie. 33,2 % de la superficie communale est en aléa moyen ou fort (33,6 % au niveau départemental et 48,5 % au niveau national). Sur les 1 274 bâtiments dénombrés sur la commune en 2019, 273 sont en aléa moyen ou fort, soit 21 %, à comparer aux 25 % au niveau départemental et 54 % au niveau national. Une cartographie de l'exposition du territoire national au retrait gonflement des sols argileux est disponible sur le site du BRGM,.
Par ailleurs, afin de mieux appréhender le risque d’affaissement de terrain, l'inventaire national des cavités souterraines permet de localiser celles situées sur la commune.
Concernant les mouvements de terrains, la commune a été reconnue en état de catastrophe naturelle au titre des dommages causés par des mouvements de terrain en 1999.

#### Risques technologiques
Le risque de transport de matières dangereuses sur la commune est lié à sa traversée par une ou des infrastructures routières ou ferroviaires importantes ou la présence d'une canalisation de transport d'hydrocarbures. Un accident se produisant sur de telles infrastructures est susceptible d’avoir des effets graves sur les biens, les personnes ou l'environnement, selon la nature du matériau transporté. Des dispositions d’urbanisme peuvent être préconisées en conséquence.

#### Risque particulier
Dans plusieurs parties du territoire national, le radon, accumulé dans certains logements ou autres locaux, peut constituer une source significative d’exposition de la population aux rayonnements ionisants. Certaines communes du département sont concernées par le risque radon à un niveau plus ou moins élevé. Selon la classification de 2018, la commune de Sainte-Feyre est classée en zone 3, à savoir zone à potentiel radon significatif.

#### Transports en commun
- Réseau TransCreuse

## Toponymie
Durant la Révolution, la commune porte le nom de Feyre-la-Montagne.
En occitan, le nom de la commune est Sent Afèiran (forme locale de saint Symphorien). La francisation en Sainte-Feyre, avec mécoupure, procède d'une mauvaise compréhension de la phonétique occitane. Le saint devient une sainte.
Ses habitants sont appelés les Saint-Feyrois.

## Histoire
Fin 1943, Albert Fossey-François, chef départemental des maquis de l'Armée secrète de la Creuse avec le grade de commandant. Installe son PC au Pont à la Dauge (commune de Sainte-Feyre).

## Politique et administration

### Jumelages
Kintzheim (France)

### Politique environnementale
Dans son palmarès 2024, le Conseil national de villes et villages fleuris de France a attribué une fleur à la commune.

## Population et société

### Démographie

#### Évolution démographique
L'évolution du nombre d'habitants est connue à travers les recensements de la population effectués dans la commune depuis 1793. Pour les communes de moins de 10 000 habitants, une enquête de recensement portant sur toute la population est réalisée tous les cinq ans, les populations de référence des années intermédiaires étant quant à elles estimées par interpolation ou extrapolation. Pour la commune, le premier recensement exhaustif entrant dans le cadre du nouveau dispositif a été réalisé en 2008.

En 2022, la commune comptait 2 531 habitants, en évolution de +2,39 % par rapport à 2016 (Creuse : −3,32 %, France hors Mayotte : +2,11 %).
| 1793  | 1800  | 1806  | 1821  | 1831  | 1836  | 1841  | 1846  | 1851  |
| ----- | ----- | ----- | ----- | ----- | ----- | ----- | ----- | ----- |
| 1 374 | 1 394 | 1 432 | 1 492 | 1 508 | 1 567 | 1 623 | 1 709 | 1 741 |

| 1856  | 1861  | 1866  | 1872  | 1876  | 1881  | 1886  | 1891  | 1896  |
| ----- | ----- | ----- | ----- | ----- | ----- | ----- | ----- | ----- |
| 1 734 | 1 648 | 1 728 | 1 788 | 1 761 | 1 701 | 1 761 | 1 702 | 1 619 |

| 1901  | 1906  | 1911  | 1921  | 1926  | 1931  | 1936  | 1946  | 1954  |
| ----- | ----- | ----- | ----- | ----- | ----- | ----- | ----- | ----- |
| 1 668 | 1 767 | 1 743 | 1 614 | 1 617 | 1 653 | 1 686 | 1 654 | 1 703 |

| 1962  | 1968  | 1975  | 1982  | 1990  | 1999  | 2006  | 2008  | 2013  |
| ----- | ----- | ----- | ----- | ----- | ----- | ----- | ----- | ----- |
| 1 425 | 1 457 | 1 547 | 1 889 | 2 250 | 2 250 | 2 254 | 2 241 | 2 444 |

| 2018  | 2022  | - | - | - | - | - | - | - |
| ----- | ----- | - | - | - | - | - | - | - |
| 2 472 | 2 531 | - | - | - | - | - | - | - |

#### Pyramide des âges
La population de la commune est relativement âgée.
En 2018, le taux de personnes d'un âge inférieur à 30 ans s'élève à 27,2 %, soit au-dessus de la moyenne départementale (25,7 %). À l'inverse, le taux de personnes d'âge supérieur à 60 ans est de 34,1 % la même année, alors qu'il est de 38,4 % au niveau départemental.
En 2018, la commune comptait 1 191 hommes pour 1 281 femmes, soit un taux de 51,82 % de femmes, légèrement supérieur au taux départemental (51,47 %).
Les pyramides des âges de la commune et du département s'établissent comme suit.
| Hommes | Classe d’âge | Femmes |
| ------ | ------------ | ------ |
| 0,9    | 90 ou +      | 3,2    |
| 6,6    | 75-89 ans    | 10,0   |
| 24,4   | 60-74 ans    | 22,9   |
| 22,8   | 45-59 ans    | 21,3   |
| 16,0   | 30-44 ans    | 17,2   |
| 13,1   | 15-29 ans    | 10,5   |
| 16,1   | 0-14 ans     | 15,0   |

| Hommes | Classe d’âge | Femmes |
| ------ | ------------ | ------ |
| 1,4    | 90 ou +      | 3,5    |
| 10,5   | 75-89 ans    | 14,5   |
| 24,7   | 60-74 ans    | 24     |
| 21,4   | 45-59 ans    | 20,4   |
| 14,9   | 30-44 ans    | 13,8   |
| 13,5   | 15-29 ans    | 11,2   |
| 13,7   | 0-14 ans     | 12,7   |

## Économie

### Revenus de la population et fiscalité
En 2010, le revenu fiscal médian par ménage était de 33 838 €, ce qui plaçait Sainte-Feyre au 8020e rang parmi les 31 525 communes de plus de 39 ménages en métropole et au deuxième rang du département de la Creuse derrière Saint-Christophe (37 647 €).

## Lieux et monuments

### Patrimoine
- L'église Saint-Symphorien est inscrite au titre des monuments historiques par arrêté du 21 octobre 1963[29].
- Château de Sainte-Feyre, du XVIIIe siècle, inscrit en partie au titre des monuments historiques par arrêtés du 18 mai 1967 et du 22 décembre 1986[30].
- Oppidum du Puy de Gaudy classé et inscrit au titre des monuments historiques par arrêtés du 3 août 1982 et du 23 décembre 1982[31]

### Autres
- Parc à loups, parc animalier des Monts de Guéret[32].
- Ancien sanatorium, construit en 1906, devenu centre médical national de la MGEN.

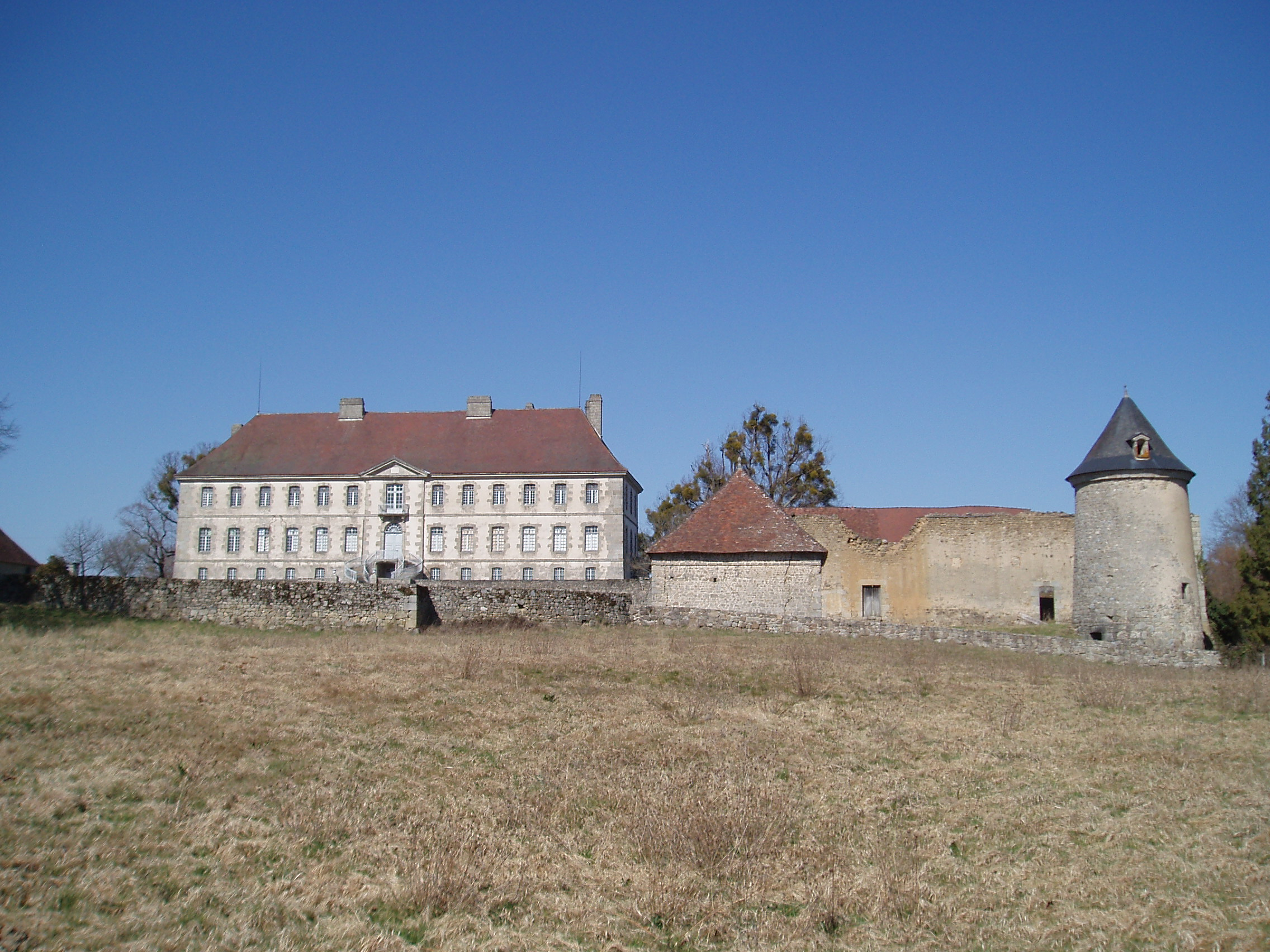
Château de Sainte-Feyre
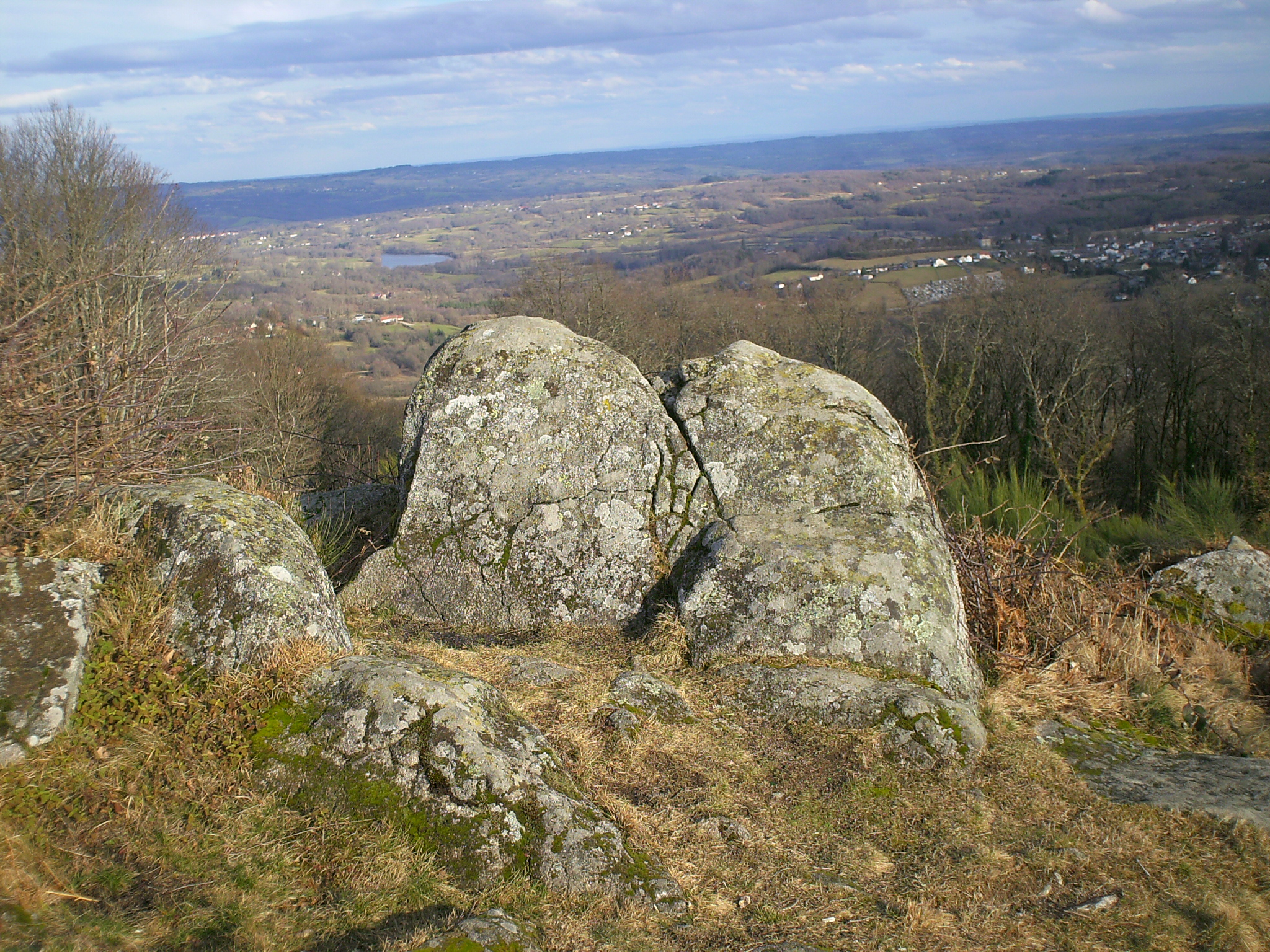
Vue générale depuis le Puy de Gaudy

## Personnalités liées à la commune
- Albert Coucaud (1899-1989), il fut un des dirigeants de la résistance communiste dans la Creuse.